# Paracaidismo militar a gran altitud

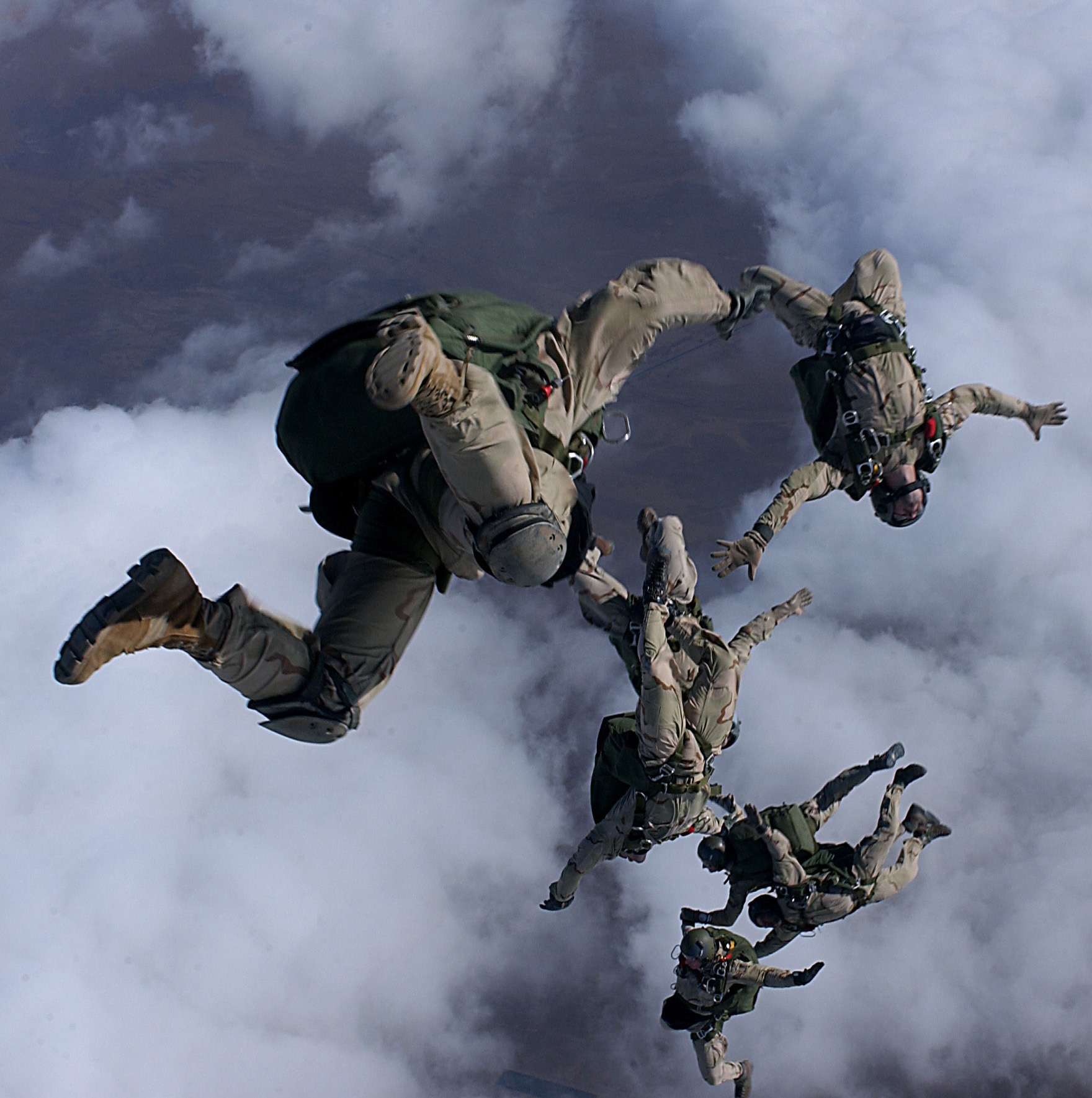
Pararrescatadores de la Fuerza Aérea de Estados Unidos saltan a mitad de altura en una típica inserción HALO/HAHO.

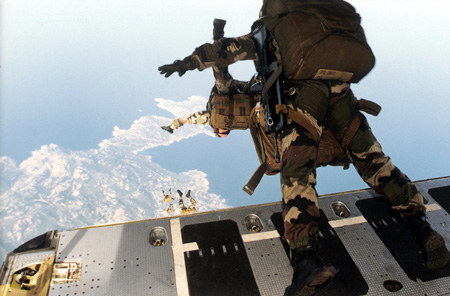
Legionarios Franceses del 2.º Regimiento Extranjero de Paracaidistas saltando en HALO desde un C-160.

El paracaidismo militar a gran altitud o caída libre militar (del inglés: High-altitude military parachuting o military free fall) es un método para transportar personal militar, así como equipamiento y otros suministros militares desde un avión de transporte a gran altitud mediante un salto en caída libre en paracaídas. Se utilizan dos técnicas: HALO, que es el acrónimo del inglés para High Altitude-Low Opening (Gran Altitud-Baja Apertura) y HAHO que significa High Altitude-High Opening (Gran Altitud-Alta Apertura).
La principal diferencia entre ambas técnicas es que en HALO el paracaidista abre el paracaídas a baja altitud, tras un tiempo de caída libre, mientras que en HAHO el paracaidista abre el paracaídas a alta altitud, unos segundos después de saltar del avión.
Aunque las técnicas HALO se desarrollaron por primera vez en 1960 para uso militar, en los últimos años los diseños de paracaídas HALO se han utilizado más ampliamente en aplicaciones no militares, incluso como una forma de paracaidismo.
En operaciones militares, el HALO también se utiliza para hacer la entrega de equipamientos, suministros o personal, mientras que HAHO generalmente se emplea exclusivamente para el despliegue de personal. En las inserciones típicas de HALO/HAHO las tropas saltan desde altitudes de entre 4.600 y 10.700 metros. Los paracaidistas militares suelen alcanzar una velocidad terminal de 203 km/h, lo que permite un tiempo de salto inferior a dos minutos.

## HALO
Los orígenes de la técnica HALO se remonta a 1960, cuando la Fuerza Aérea de Estados Unidos comenzó a realizar experimentos para mejorar la capacidad de supervivencia de los pilotos cuando eyectaban a gran altitud. Aunque antes de eso le precedieron los trabajos del Coronel John Stapp a finales de los años 40 y principios de los 50. Stapp, biofísico y doctor en medicina, se montó el mismo en un trineo deslizador impulsado por cohetes para estudiar los efectos de las fuerzas g. Stapp también resolvió muchos de los problemas del vuelo a gran altitud en sus primeros trabajos para la Fuerza Aérea de Estados Unidos y se expuso a altitudes de hasta 14.000 metros. Posteriormente ayudó a desarrollar trajes presurizados y asientos eyectables, y que desde entonces se han utilizado en los aviones. Como parte de los experimentos, el 16 de agosto de 1960 el Coronel Joseph Kittinger realizó el primer salto a gran altitud a 31,4 km sobre la superficie de la Tierra. Joe Crotwell, amigo de Kittinger y paracaidista de pruebas de la Armada de Estados Unidos, también estuvo entre los consultores del programa original. La primera vez que se utilizó la técnica en combate fue durante la Guerra de Vietnam en Laos por miembros del Equipo de Reconocimiento MACV-SOG de Florida. Los equipos SEAL de la Armada de Estados Unidos ampliaron la técnica HALO en la que se despliegan barcos y otros suministros de gran tamaño lanzados desde aviones en pleno vuelo.
La técnica se utiliza para lanzar suministros, equipamiento o personal desde el aire a grandes altitudes, donde los aviones pueden volar por encima de los niveles de interacción de misiles tierra-aire a través de los cielos enemigos sin representar una amenaza para el transporte o la carga. En el caso de que haya cañones antiaéreos activos cerca de la zona de lanzamiento la técnica HALO también minimiza la exposición del paracaidista al fuego antiaéreo.
Para los lanzamientos desde el aire de cargamento militar, el cargamento que está a bordo se suelta y va deslizándose por la rampa de carga trasera del avión como resultado de la gravedad. Luego, el cargamento procede a caer bajo el dosel hasta una zona de caída designada.
En un ejercicio típico de salto HALO, el paracaidista salta del avión en caída libre durante un período de tiempo a velocidad terminal y abre su paracaídas a una altitud de 910 metros sobre el nivel del suelo, dependiendo de la misión. La combinación de altas velocidades durante el descenso, la mínima velocidad de avance y el uso de sólo pequeñas cantidades de metal, ayuda a evadir el radar y reduce la cantidad de tiempo que un paracaídas puede ser visible para los observadores terrestres, lo que permite una inserción furtiva.

## Riesgos para la salud
A alta altitud en la atmósfera las cantidades de oxígeno disponibles para respirar descienden considerablemente. En la mayoría de saltos HALO se hará necesario el uso de una máscara de oxígeno, debido a que el paracaidista saltará desde altitudes de 10 000 metros.
Este tipo de técnica es peligrosa para la salud humana, debido a que la falta de oxígeno puede llevar a sufrir hipoxia. La hipoxia puede causar pérdida de la consciencia, lo cual coloca al paracaidista en una situación de muy alto riesgo, ya que aunque el dispositivo automático de apertura del paracaídas activara la apertura, el paracaidista no estará en condiciones de realizar maniobras que aseguren su seguro aterrizaje.
Otro riesgo son las bajas temperaturas que se producen a alta altitud. Generalmente el saltador se enfrenta a temperaturas bajo cero, con todos los riesgos que el frío extremo conlleva. Aunque se llevan trajes especiales para evitar esto.

## Equipamiento
El equipamiento normal para un ejercicio HALO/HAHO consiste en:
- un altímetro
- un sistema automático de apertura de paracaídas:
  - este sistema analiza la presión del aire y realiza una aproximación de la altitud del paracaidista; si esta aproximación es menor que la altitud pre-indicada (unos 250 metros), y el paracaidista aún no ha abierto su paracaídas, este sistema abrirá el paracaídas de emergencia.
- un cuchillo
- un casco
- un par de guantes
- unas botas específicas para paracaidismo
- una botella de oxígeno y máscara (esto depende de la altitud de salto)
- una mochila con equipamiento ligero de combate

## En la cultura popular
- Según el videojuego Metal Gear Solid 3, el primer salto HALO de la historia fue hecho por Naked Snake en 1964.
- En la película Godzilla de 2014 se describe perfectamente un salto tipo HALO en primera persona por parte del protagonista.
- En julio de 2018 se lanzó la película Mission: Impossible - Fallout, en esta se incluye una secuencia de salto HALO realizado por Tom Cruise desde una altura de 25000 pies, convirtiéndose en el primer actor en realizar la acrobacia.